# میدان البلدیه

تصویری از ساختمان شهرداری در میدان البلدیه بنغازی در سال ۱۹۴۰ میلادی

میدان البلدیه یک میدان تاریخی در شهر بنغازی است که بین بازار الظلام و بازار الحوت واقع شده‌است. مسجد العتیق و ساختمان شهرداری (به عربی:البلدیه)، یکی از ساختمان‌های قدیمی بنغازی، در حوالی این میدان قرار دارد.